# Interleukine 15
L'interleukine 15 est une interleukine intervenant dans la mémoire des lymphocytes CD8. Son gène est le IL15 situé sur le chromosome 4 humain.

## Rôles
Cette interleukine est nécessaire pour le développement des cellules CD8 spécifiques d'un antigène, aussi en nombre qu'en fonction. Elle stimule la synthèse de glycane O par ces dernières, contribuant ainsi leur rassemblement dans les lieux d'inflammation.
Avec l'interleukine 12 et les interferons alpha et bêta, elle favorise la prolifération des lymphocytes NK par l'intermédiaire de la voie du mTOR.
Elle est également produite par les cellules dendritiques et permet leur activation.

## Immunopathologie
L'Interleukine 15, également exprimée par les astrocytes, notamment en cas de stress ischémique, semble aggraver la sévérité et l'étendue des lésions cérébrales survenant après une interruption transitoire de la circulation sanguine en favorisant la prolifération des cellules T CD8+ ainsi que des cellules NK, stimulant l'inflammation des tissus ischémiés.